# Halve windsor

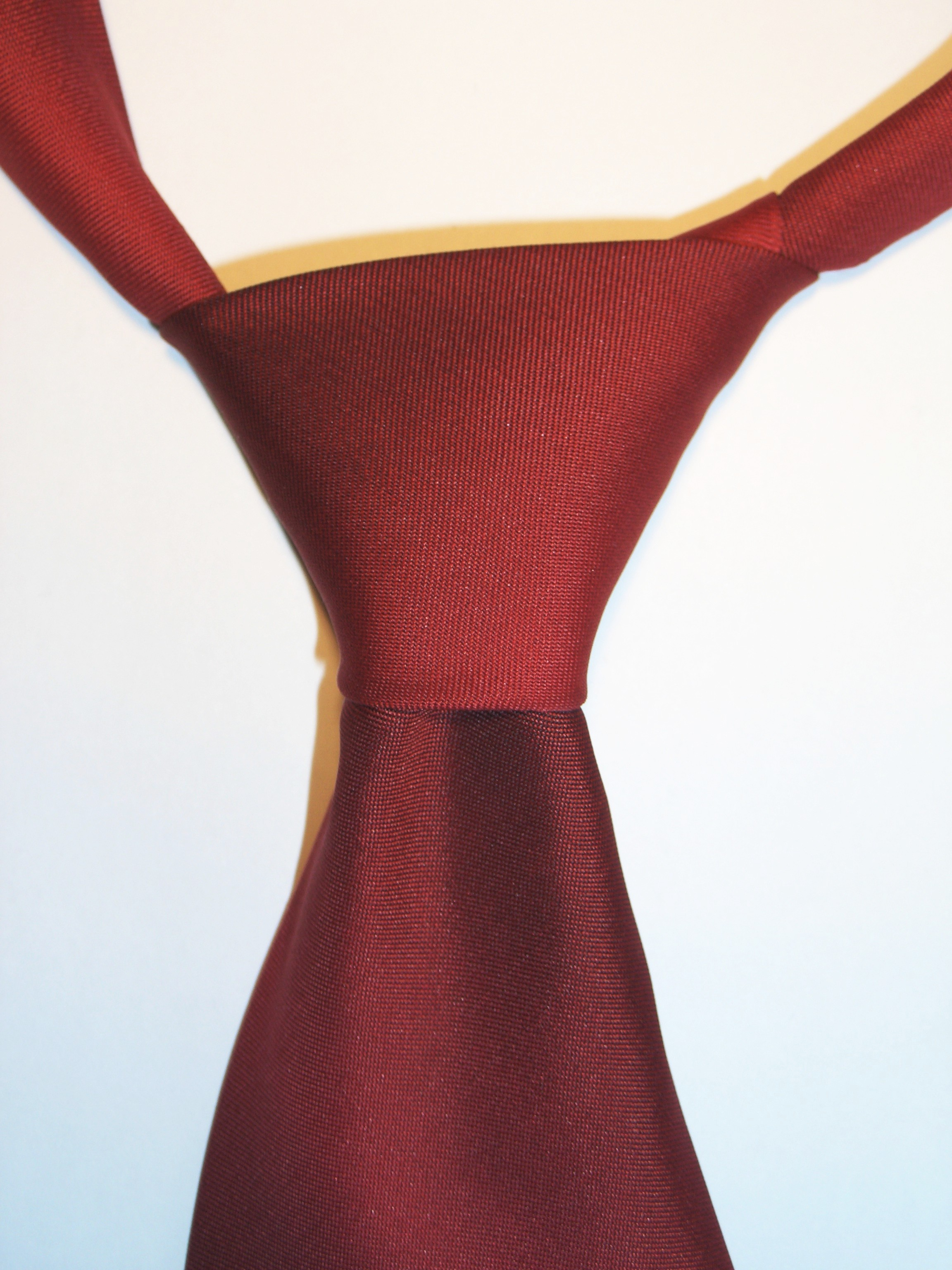
Een halve windsor

De halve windsor (Engels: half-Windsor knot of single Windsor knot), ook wel kortweg aangeduid als windsor, is een type stropdasknoop.
De knoop is genoemd naar de Engelse hertog van Windsor. Hijzelf gebruikte de knoop echter niet. De halve windsor is smaller dan een dubbele windsor, maar breder en symmetrischer van vorm dan een four-in-hand.
De halve windsor verschilt van de dubbel windsor omdat er slechts éénmaal om de centrale lus rond de nek gegaan wordt, in plaats van tweemaal.